# Vignoble du Rheingau
Pour les articles homonymes, voir Rheingau (homonymie).
Le vignoble du Rheingau est une des treize régions viticoles d'Allemagne.
Elle comprend principalement une bande étroite entre les hauteurs du Taunus et la rive nord du Rhin, à l'ouest à partir du coude du Rhin à Wiesbaden, mais également les vignobles autour de Wiesbaden sur la rive nord du Main entre Flörsheim et la confluence du Main avec le Rhin. La surface totale des vignobles du Rheingau est d'environ 3 100 hectares, le cépage principal étant le Riesling.

## Géographie

### Vignobles
Dans la région Main-Rhin, les vignobles appartenant au Rheingau s'étendent du nord du Main et du Rhin et du sud du massif de Taunus jusqu'à Lorchhausen à l'ouest et Francfort-sur-le-Main et le Lohrberger Hang à l'est. Le plus septentrional des vignobles de Hesse, le Böddiger Berg, près de Felsberg (Hesse), en fait également partie. Ainsi, l'appellation viticole du Rheingau fait référence à une région plus grande que le Rheingau historique et géographique.
En 1980, la région viticole s'est élargie sur la rive gauche du Main, lorsqu'un un vignoble mémorial a été planté à Rüsselsheim, anciennement une ville viticole, par le maire de Rüsselsheim Karl-Heinz Storsberg et grâce à l'aide de l'association viticole du Rheingau. Ce vignoble rappelle notamment la première mention historique du riesling en 1435, dans la correspondance papale avec le comte Johann von Katztenelnbogen.

#### Définition de l'appellation contrôlée région viticole du Rheingau

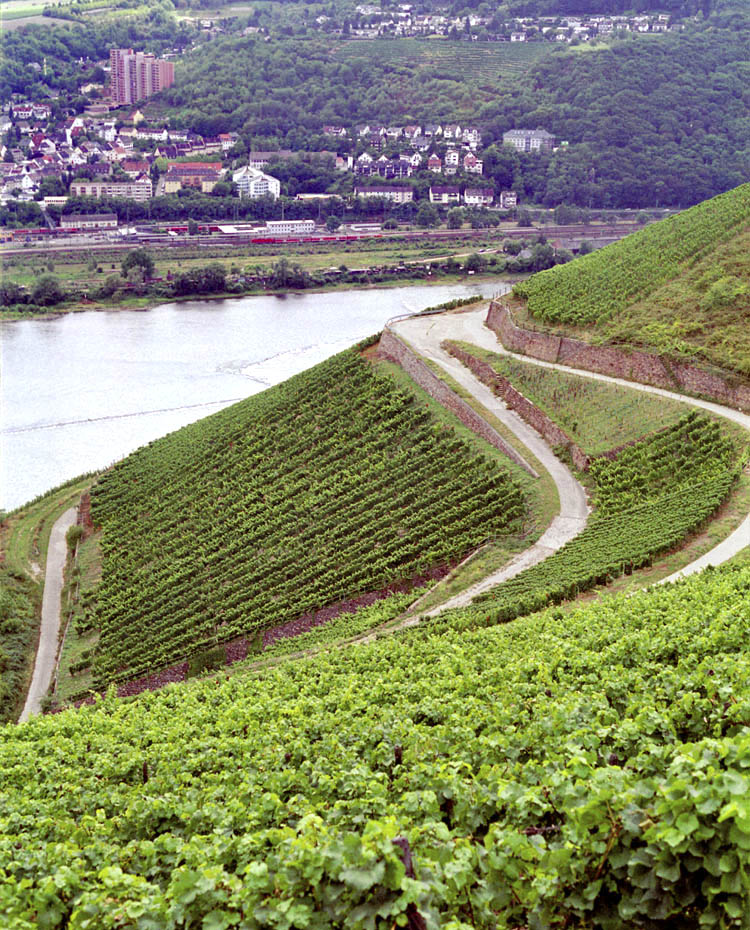
Le Vignoble de Schlossberg à Rüdesheim

Les vignobles de douze villes et communes constituent la région viticole pour le vin de qualité du Rheingau :
- Eltville
- Francfort-sur-le-Main
- Felsberg
- Flörsheim am Main
- Geisenheim
- Hochheim am Main
- Kiedrich
- Lorch
- Oestrich-Winkel
- Rüdesheim am Rhein
- Walluf
- Wiesbaden

Seules Eltville, Geisenheim, Kiedrich, Lorch, Oestrich-Winkel, Rüdesheim et Walluf font partie du pays féodal historique du Rheingau. Francfort-sur-le-Main, Flörsheim, Hochheim et Wiesbaden sont situés à l'est de celui-ci, sur les contreforts du Taunus au bord du Main ainsi que dans le bas Taunus. Felsberg se situe assez loin desdites communes, dans la vallée de l'Eder, en Hesse du nord.

### Climat
Le climat du Rheingau est très clément. Il bénéficie de l'ombre pluviométrique des hauteurs boisées du massif du Rheingau, qui s'étend du sud-ouest au nord-est et fait partie du Haut-Taunus. Les forêts entravent la descente de l'air froid nocturne vers les vignobles en contrebas. Comme le cours du Rhin s'oriente vers l'ouest jusqu'à Rüdesheim, les coteaux du Rheingau sont majoritairement face au sud, et donc exposés à un ensoleillement important.
Les moyennes sur 30 ans (1971–2000) sont les suivantes :
- Précipitations : 582 mm sur 12 mois, dont 361 mm pendant la période de végétation (point de mesure d'Eltville)
- Heures d'ensoleillement : 1 603 heures sur 12 mois, dont 1 272 pendant la période de végétation (point de mesure de Geisenheim)
- Température moyenne annuelle : 10,6 °C, 15,4 °C pendant la période de végétation (point de mesure d'Eltville)

## Cépages

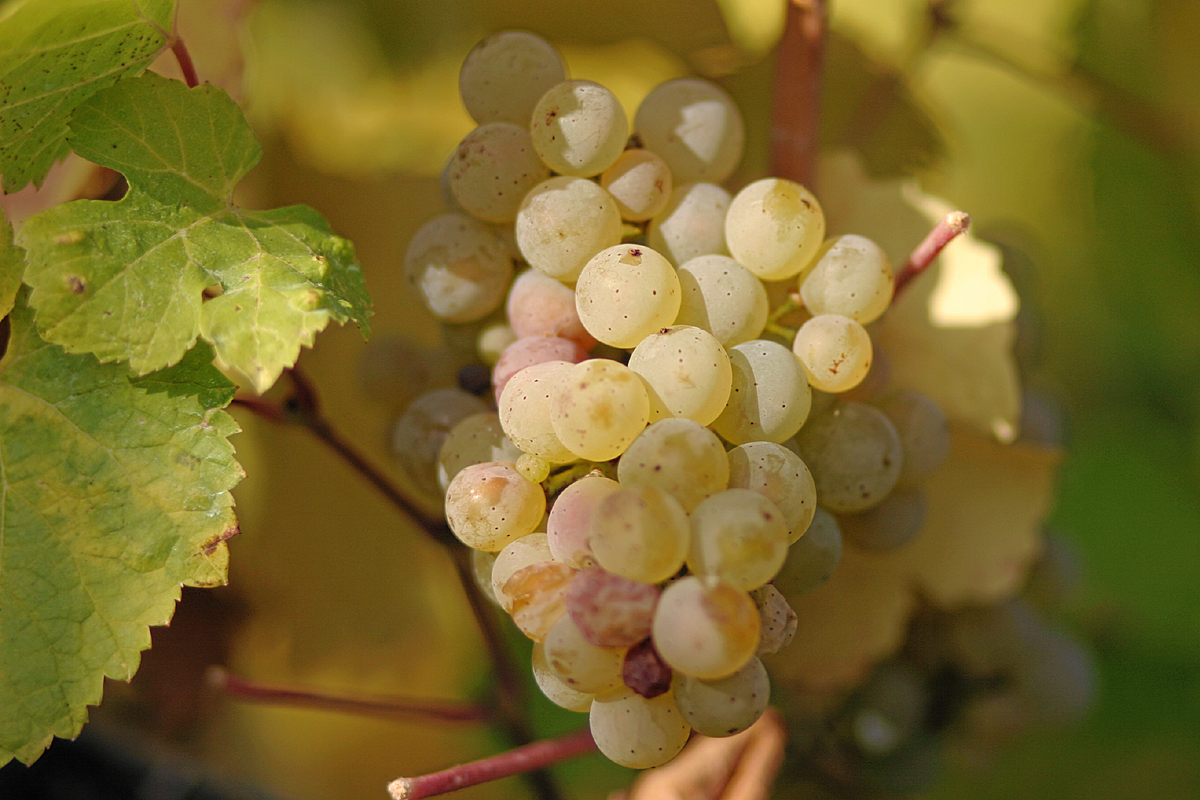
Le cépage le plus fréquent du Rheingau : le riesling

Le cépage de loin le plus fréquent dans le Rheingau est le riesling. Le riesling, de très grande qualité, occupe à peu près 80 % de la surface viticole cultivée, et se cultive sur presque toutes les meilleures propriétés. Le vignoble de la ville d'Assmannshausen possède un statut d'exception, car le pinot noir y est cultivé sur une surface de 75 hectares, ce qui en fait la plus grande zone de culture de ce cépage d'Allemagne.
La répartition générale :
- Riesling 76,9 %
- Pinot noir 24,3 %
- Pinot blanc 2,0 %
- Pinot gris 1,1 %

Le rendement par hectare est d'environ 67,70 hectolitres par hectare (2008-2018)
En raison de leur structure acide et de leur complexité, les vins du Rheingau nécessitent une période de stockage afin de développer les propriétés gustatives qui leur sont propres. Selon le millésime et le niveau de qualité, cette période peut s'étendre sur deux ans, voire plus, même pour les vins bruts. La tendance évolue vers des rieslings qui développent un taux d'acidité compris entre 6,5 et 8 grammes par litre et qui ont donc meilleur goût au cours des deux premières années après la vendange.

## Histoire de la viticulture au Rheingau

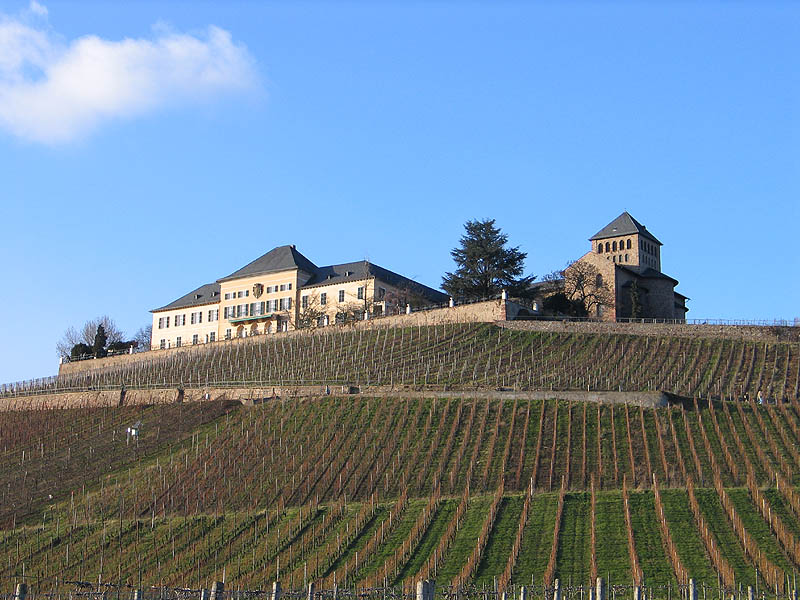
Le château de Johannisberg et son domaine

L'histoire de la viticulture le long du Rhin remonte à l'époque romaine. Probus (* 232, † 282), appelé « l'empereur viticole », a promu la viticulture dans ce que sont aujourd'hui les régions de Bade et du Palatinat. Or, ces cultures semblent être limitées à la rive gauche du Rhin. Dans le Rheingau, on n'en trouve aucune trace concrète. Il est possible que ce fait soit lié à la proximité du Limes, qui passait par le Taunus, à seulement quelques kilomètres au nord. Au cours de l'Antiquité tardive, la viticulture a par la suite sombré dans l'oubli.
C'est Charlemagne qui redonne finalement de l'élan à la viticulture. Selon la légende, il aurait regardé au-delà du Rhin depuis son palais impérial d'Ingelheim, et remarqué que la neige sur le Johannisberg fondait plus vite qu'ailleurs. Il aurait donc ordonné d'y planter des vignes. Sous son égide, les surfaces viticoles se sont considérablement étendues. Le premier vignoble du Johannisberg remonte à l'an 817, celui de Walluf à 779. Cependant, ce domaine portait initialement le nom de Bischofsberg (Mont Évêque), probablement en référence au savant Raban Maur. Celui-ci s'y rendait souvent pendant sa période en tant qu'archevêque de Mayence autour de 850, et y est également mort. Par une donation des saints empereurs germaniques Otton II et Otton III, connue dans l'histoire sous le nom de donation de Vérone, l'archevêque de Mayence Willigis obtient les droits féodaux sur le Rheingau. En 1100, ces droits sont transférés aux bénédictins de l'abbaye Saint-Alban devant Mayence, où ces derniers y ont fondé un monastère. L'église abbatiale a été consacrée à Jean le Baptiste en 1130, ce qui a conduit à ce que le domaine soit renommé Johannisberg.
Pendant cette période, la superficie de la région viticole atteint un point culminant en Allemagne : environ trois fois plus grande que ce qu'elle n'est aujourd'hui, elle s'étale sur environ 300 000 hectares. Les monastères sont particulièrement impliqués dans la poursuite de son développement. En plus des moines bénédictins du monastère de Johannisberg, les cisterciens d'abbaye d'Eberbach font de celui-ci un centre de la viticulture au fil des siècles. Leur commerce de vin se tient principalement en aval du Rhin et prospère grâce aux exonérations douanières importantes des comtes de Katzenelnbogen, qui ont fait d'Eberbach leur monastère. Tandis qu'à Francfort un décret interdit la création de nouveaux vignobles et que les seigneurs de Mayence imposent la culture du vin de cépage français (du bon vin rouge à haut rendement), non loin de là, à Rüsselsheim, le Comte Johann von Katzenelnbogen plante un nouveau raisin blanc, le riesling. Ses terres comprennent, en plus de nombreux vignobles du Neckar jusqu'à la Moselle, des vignobles à Rüdesheim am Rhein, dans la Hesse. Dans les documents relatifs à son fief, un vignoble dans le domaine Geisenheim est mentionné en 1346, en plus des vignobles autour de la ville.
Cette période de fin de Moyen Âge, apogée de découvertes scientifiques et artistiques, mais aussi de décadence des principautés ecclésiastiques et laïques, voit naître une demande croissante de boissons de prestige. Alors que les prix des Malvoisie et d'autres vins à haute teneur en alcool originaires de la région méditerranéenne sont quatre à cinq fois plus élevés que celui des vins locaux, et que la bière pose une concurrence de plus en plus forte, les mélanges traditionnels sont remplacés par des associations en fonction du cépage, ce qui mène à l'apparition des premières mentions de cépage, après le riesling : entre autres, le cépage Klebrot (Pinot Noir) à Hattenheim en 1470, ou encore, en 1476, le cépage Grobrot (également appelé Tauberschwarz) dans le monastère d'Eberbach. Cependant, l'appellation « vin de Rheingau » semble déjà être une indication de la qualité du vin, puisqu'en 1475, le comte Philippe de Nassau-Katzenelnbogen-Diez permet à son bailli de choisir, en guise de rémunération, entre du vin de Rheingau et du vin de Bergstrasse. La crise de la Réforme, durant laquelle de nombreuses nouvelles compétences sont perdues, a entravé à long terme un développement viticole extrêmement fructueux.

## Découvertes et nouvelles variétés

### Origine des vendanges tardives et découverte de la pourriture noble

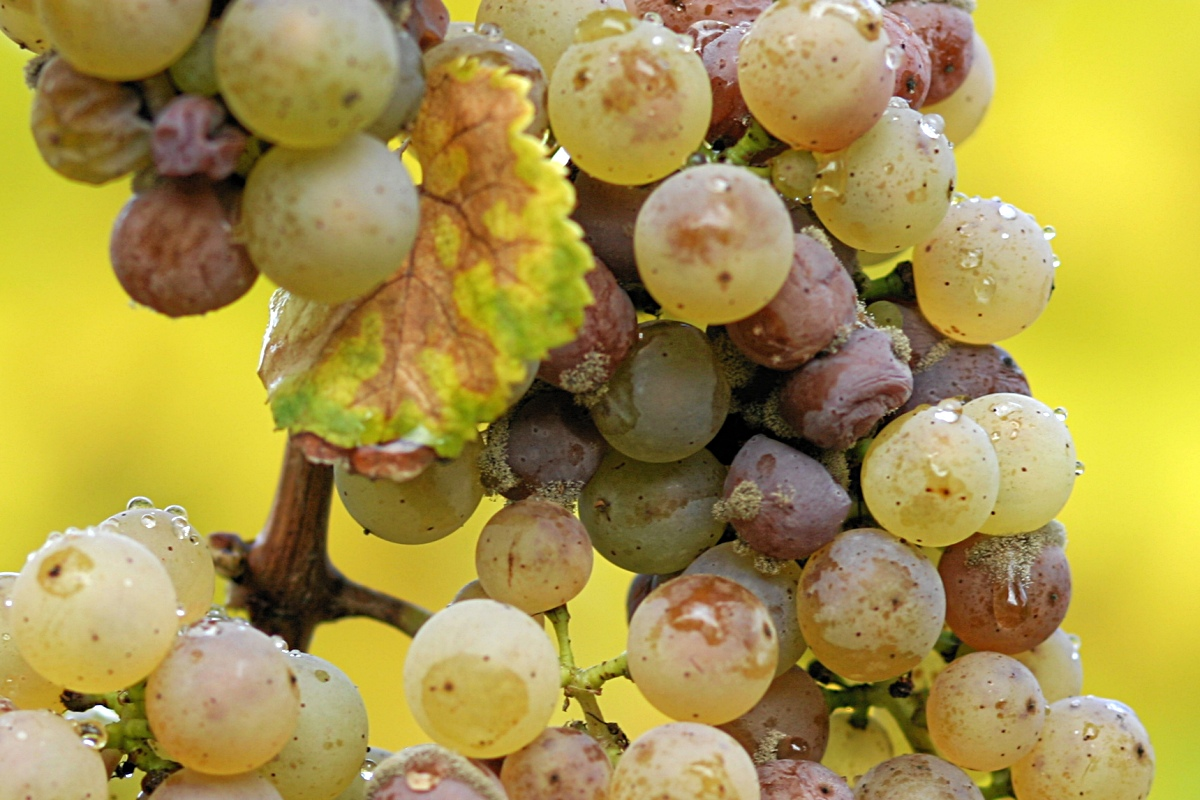
Pourriture noble sur du riesling

Jusqu'au XVIIIe siècle, les vendanges tardives ne sont pas chose commune dans les régions septentrionales telles que le Rheingau. Les vignerons craignent en effet que le raisin ne moisisse. Les périodes de vendanges sont donc prescrites par les autorités locales.
Le domaine Johannisberg, qui appartient alors à l'évêque de Fulda, fait exception. Avant de pouvoir commencer la vendange annuelle, le vigneron du domaine Johannisberg doit au préalable obtenir la permission de Fulda. En 1775, cependant, le messager est retardé de 14 jours. Il existe plusieurs versions quant aux raisons de ce retard : le Prince-Evêque aurait été indisponible en raison d'un voyage de chasse, le messager aurait été retardé par des voleurs ... Quoi qu'il en soit, les moines du monastère de Johannisberg voient leur raisin attaqué par la pourriture et commencer à se ratatiner. Après réception de l'autorisation, la vendange a enfin lieu malgré tout, et, à la stupéfaction du vigneron, il s'avère que le raisin donne un vin exceptionnellement bon. Cet événement permet de découvrir la vendange tardive, et avec elle le fait que le vin tiré de raisin botrytisé peut présenter une qualité exceptionnelle. La pourriture noble donne par la suite lieu à des spécialités dont des vins de prédicat comme les Auslese, les Beerenauslese ou encore les Trockenbeerenauslese.
Pour la première fois, depuis 1999, les vins de Rheingau proviennent tous d'exploitations scientifiquement classées et sont certifiés « Premier cru ». En effet, seuls les sites bénéficiant d'un climat favorable et des meilleurs sols (les terroirs) produisent un vin de qualité, marqué par les caractéristiques de la terre, qui font de la dégustation un plaisir.

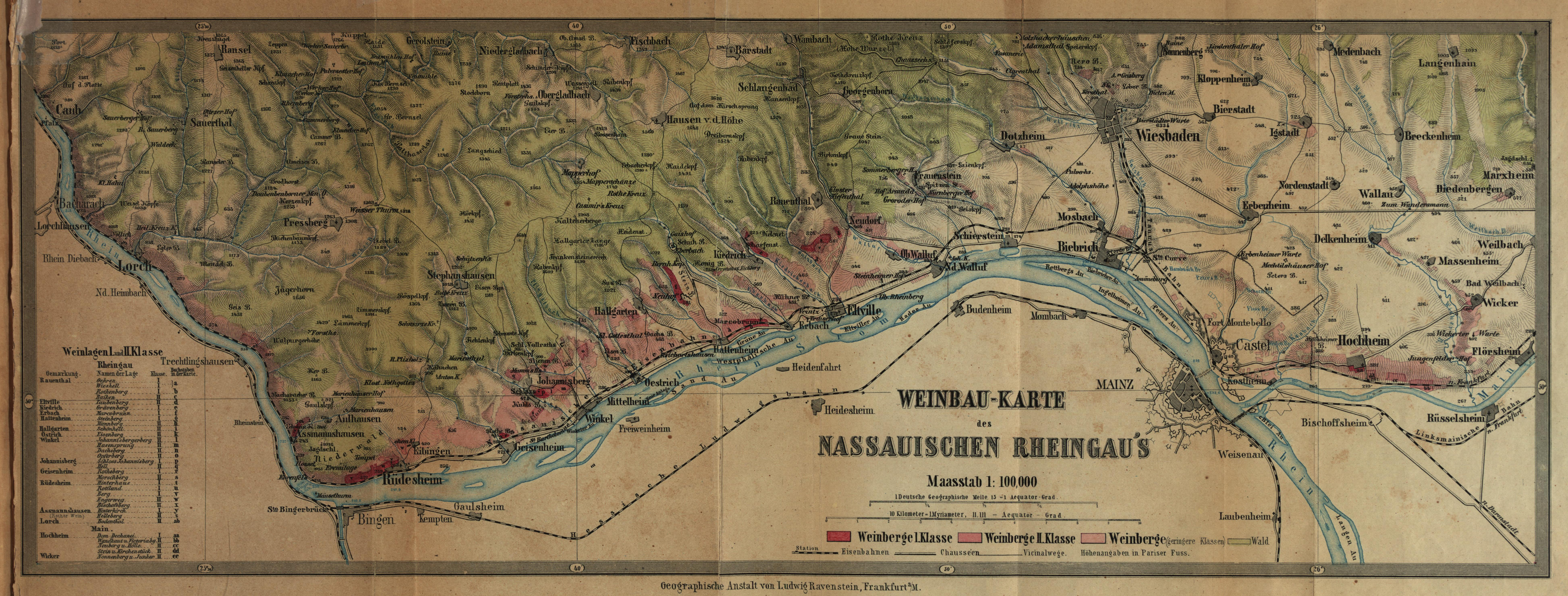
Carte de la viticulture du Rheingau, près de Nassau

En 2011, l'on découvre que l'histoire de la classification des vignobles du Rheingau remonte déjà à 150 ans. L'ouvrage Der nassauische Weinbau, publié en 1867 par Friedrich Wilhelm Dünkelberg, contient une carte de la viticulture du Rheingau dans les environs de Nassau (Weinbau-Karte des nassauischen Rheingaus). Tous les vignobles alors exploités y sont indiqués par un code couleur qui les répartit en trois catégories : vignobles de première classe, vignobles de seconde classe et vignobles communs,.
En 1867, seuls 13 vignobles répartis sur 9 territoires communaux appartiennent à la 1re classe :
| Zone de production | Nom du vignoble              |
| ------------------ | ---------------------------- |
| Rauenthal          | Gehren, Wieshell, Rothenberg |
| Kiedrich           | Gräfenberg                   |
| Erbach             | Marcobrunn                   |
| Hattenheim         | Steinberg                    |
| Johannisberg       | Schloss Johannisberg         |
| Geisenheim         | Rothenberg                   |
| Rüdesheim          | Hinterhaus, Rottland, Berg   |
| Assmannshausen     | Hinterkirch (Rother Wein)    |
| Hochheim           | Dom-Dechanei                 |

En outre, la carte indique que, depuis 1867, les vignobles ont connu des changements notables, surtout dans la deuxième moitié du XXe siècle. Au XIXe siècle, les vignes sur des terrains en pente s'étendaient sans interruption le long du Rhin, de Rüdesheim à Kaub. Depuis, la viticulture n'a pu se maintenir qu'à Kaub, où les terrains en pente pouvaient être délimités par des routes après un remembrement. En outre, les surfaces viticoles au nord et au centre du Rheingau, de Geisenheim à Niederwalluf, étaient autrefois fréquemment utilisées à d'autres fins agricoles. C'est dans ces régions que la viticulture s'est le plus développée depuis. À l'est, il existait en revanche quelques domaines où la viticulture fut abandonnée ou reprise entre-temps. Les vignobles s'étendaient du Neroberg, une montagne près de Wiesbaden, jusqu'à Nerotal, plus au sud, tandis que d'autres se trouvaient à Dambachtal. Aujourd'hui, seul le nom Wingertstraße rappelle encore un vignoble qui se trouvait à Biebrich. La viticulture était également pratiquée à Cassel et Amöneburg. Les anciens vignobles d'Igstadt, Wallau et Diedenbergen ont quant à eux été abandonnés. Autrefois, les surfaces viticoles de Delkenheim étaient bien plus étendues. Aujourd'hui, des nombreux vignobles au sud de Wicker (Flörsheim am Main), le long du Wickerbach, aux environs de Flörsheim am Main ,seule subsiste St. Anna Kapelle, la plus petite zone de production du Rheingau, avec 0,9 hectare, située au nord de Wiesenmühle (Jungenfelder Hof sur la carte).

### Nouveau cépage

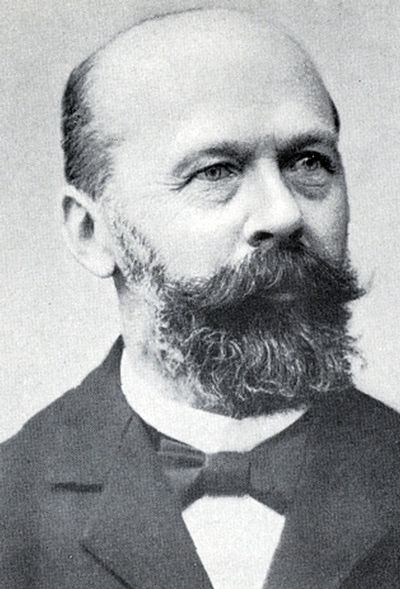
Le cépage Müller-Thurgau doit son nom au cultivateur Hermann Müller

La Königlich Preußische Lehranstalt für Obst- und Weinbau (École royale d'arboriculture fruitière et de viticulture de Prusse) a été fondée en 1872 à Geisenheim. Aujourd'hui rebaptisée Forschungsanstalt für Garten- und Weinbau (Établissement de recherche en horticulture et viticulture), elle travaille depuis 1972 en collaboration étroite avec la Hochschule RheinMain ou Université de sciences appliquées de Rhin Main (autrefois la Fachhochschule Wiesbaden) dans le cadre de l'étude de la viticulture et de l'œnologie dans la région de Geisenheim. De nombreuses découvertes sur la viticulture ont été faites au Forschungsanstalt für Garten- und Weinbau.
C'est dans cet établissement qu'en 1882, le botaniste, biologiste, cultivateur et maître de conférences Hermann Müller met au point un nouveau cépage qui porte son nom et celui de son canton suisse d'origine : le müller-thurgau. En Allemagne, ce cépage est le plus courant après le Riesling et sa culture est considérée comme fructueuse partout dans le monde. En effet, il pousse sur la plupart des sols, ne requiert pas de conditions climatiques particulières, arrive rapidement à maturité et produit de bonnes récoltes. D'après les connaissances actuelles et contrairement à une idée largement répandue, il ne s'agit pas d'un croisement entre le riesling et le silvaner comme le suggère le nom rivaner, un synonyme. Hermann Müller lui-même ne sait probablement pas avec certitude quels cépages il a employés. Cependant, des analyses ont écarté l'hypothèse du Silvaner. Depuis 1998, des analyses génétiques ont permis de montrer qu'il s'agissait en réalité d'un croisement entre le riesling (mère) et la madeleine royale (père).
Heinrich Birk, qui a par la suite dirigé le Forschungsanstalt Geisenheim (centre de recherche appliquée et école d'ingénieurs), a lui aussi créé plusieurs cépages. Parmi les plus connus, on trouve le ehrenfelser, un croisement des cépages riesling et silvaner réalisé en 1929, dont le nom vient du château d'Ehrenfels à Rüdesheim ; mais aussi le rotberger (1928), le schönburger (1939) et le reichensteiner (1939), qui, lui, doit son nom au château Reichenstein à Bingen am Rhein.

## Vignobles et domaines viticoles
Le Rheingau recouvre des sols aux propriétés différentes. Aux attitudes les plus élevées, on trouve principalement des sols érodés. Plus on s'approche de la vallée du Rhin, plus ils sont remplacés par du lœss, du loam et de l'argile. Le goût et le caractère du vin dépendent du type de sol, de sa perméabilité et de sa couleur. Ces critères influencent non seulement la croissance de la vigne, mais aussi la chaleur qu'elle reçoit (humide et lumineux = froid, sec et sombre = chaud). On rencontre quatre grands types de sols : les sols volcaniques, d'où sont issus des vins amples, profonds et ardents ; les sols schisteux, pour des vins raffinés, piquants, pétillants ; les sols « keupériens » (marno-calcaires) et calcaires, qui produisent des vins savoureux et forts en goût ; et enfin, les sols de lœss et de sable, pour des vins riches et corsés. Par ailleurs, les sols plus escarpés et situés plus en hauteur reçoivent plus de soleil, car la brume qui se forme à proximité du Rhin devient moins dense en altitude. Toutefois, le vent est plus froid en hauteur.
En résumé, les meilleurs terrains se caractérisent par une bonne combinaison entre le sol, l'ensoleillement et un emplacement à l'abri du vent. Ces terrains peuvent en principe être trouvés dans toute la région du Rheingau.
La région viticole est divisée en douze vignobles et 118 propriétés.

### Vignobles, terroirs et crus
Le tableau ci-dessous liste les terroirs et les crus réputées du Rheingau, classés par ordre alphabétique des vignobles où ils sont situés.
| Vignoble      | Terroir                                                                               | Propriété |
| ------------- | ------------------------------------------------------------------------------------- | --- |
| Burgweg       | Lorchhausen, Lorch, Rüdesheim, Geisenheim                                             | Pfaffenwies; Rüdesheimer Berg Roseneck, Rottland und Schlossberg, Bischofsberg, Drachenstein, Magdalenenkreuz; Mäuerchen, Mönchspfad, Rothenberg |
| Daubhaus      | Kostheim, Hochheim, Flörsheim am Main, Wicker, Massenheim                             | Weißerd, Domdechaney, Hölle, Kirchenstück, Königin-Viktoria-Berg, Nonnberg, König-Wilhelmsberg                                                   |
| Deutelsberg   | Hattenheim                                                                            | Pfaffenberg, Steinberg, Engelmannsberg, Hassel, Heiligenberg, Mannberg, Nußbrunnen, Rheingarten, Schützenhaus, Wisselbrunnen                     |
| Erntebringer  | Geisenheim, Johannisberg, Winkel, Mittelheim                                          | Schloss Johannisberg, Goldatzel, Hansenberg, Klaus, Vogelsang, Dachsberg, Hasensprung, Jesuitengarten, Château de Vollrads, Edelmann             |
| Gottesthal    | Oestrich                                                                              | Doosberg, Klosterberg, Lenchen, Schloss Reichartshausen                                                                                          |
| Heiligenstock | Kiedrich                                                                              | Gräfenberg, Klosterberg, Sandgrub, Wasseros |
| Honigberg     | Erbach                                                                                | Hohenrain, Honigberg, Marcobrunn, Michelmark, Rheinhell, Schlossberg, Siegelsberg, Steinmorgen                                                   |
| Mehrhölzchen  | Hallgarten                                                                            | Hendelberg, Jungfer, Schönhell, Würzgarten |
| Steil         | Assmannshausen                                                                        | Frankenthal, Hinterkirch, Höllenberg |
| Steinmächer   | Eltville am Rhein, Rauenthal, Martinsthal, Walluf, Schierstein, Frauenstein, Dotzheim | Taubenberg, Sonnenberg; Baiken, Gehrn, Rothenberg, Wülfen; Rödchen, Wildsau; Berg-Bildstock, Vitusberg; Dachsberg; Herrnberg; Judenkirch         |

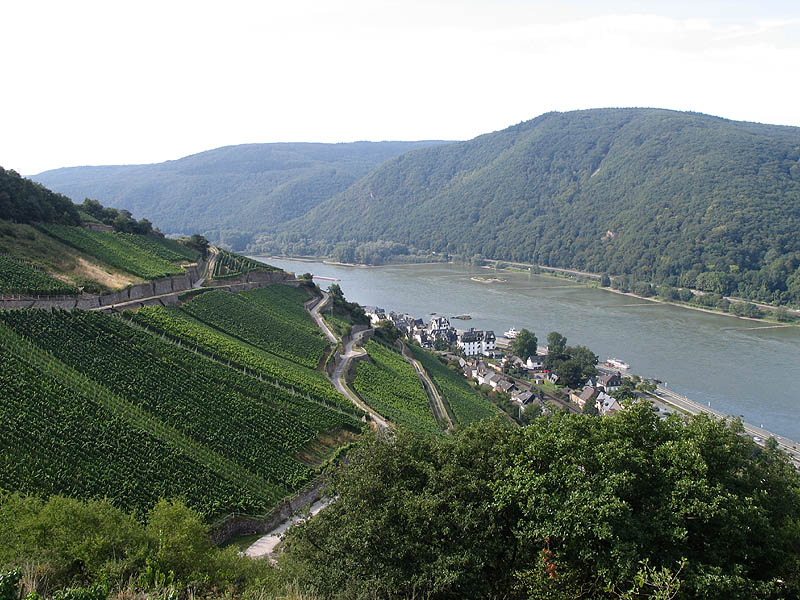
Assmannshäuser Höllenberg, célèbre pour son Spätburgunder (pinot noir)

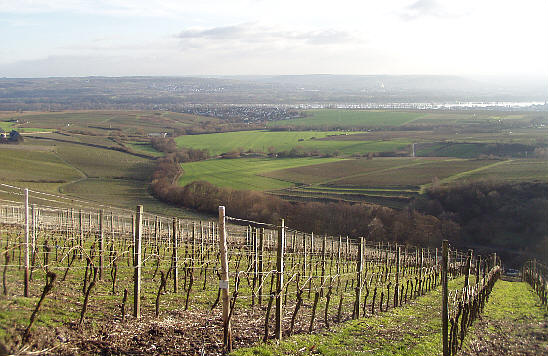
La propriété de Steinberg, établie à Hattenheim par les Cisterciens

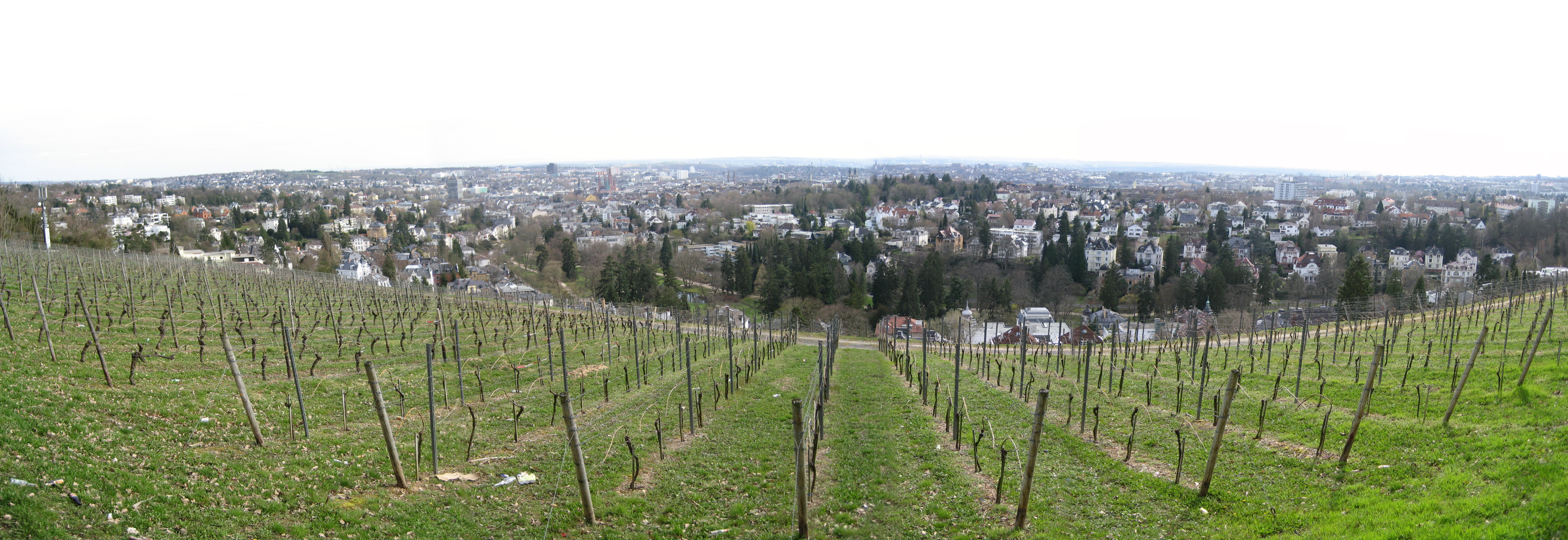
Vignoble sur le Neroberg, près de Wiesbaden

Le cru du Neroberg (Wiesbaden) ne dépend d'aucun vignoble. Le Lohrberger Hang, à Francfort, ainsi que le Böddiger Berg à Felsberg (Schwalm-Eder) sont également compris dans la région viticole du Rheingau, bien qu'ils n'en fassent géographiquement pas partie.
Tous les vignobles sont inscrits sur un Weinbergrolle (liste de vignobles approuvés) auprès du Regierungspräsidium (préfecture) de Darmstadt. Le répertoire comporte des cartes indiquant l'emplacement des vignobles. Les demandes d'inscription sur la liste, de modification ou de suppression sont soumises à un comité d'experts. Le comité se prononce notamment sur la viabilité économique, mais aussi sur les caractéristiques de l'emplacement et la stricte délimitation des vignobles et des domaines. Les demandes d'inscription, de modification et de radiation d'un domaine viticole, y compris la déclaration et l'enregistrement du nom de ce domaine, doivent être effectuées auprès de la municipalité dans laquelle sont situés les vignobles.
Pour une liste exhaustive des vignobles, voir la Liste des vignobles du Rheingau.

### Domaines viticoles et commercialisation du vin

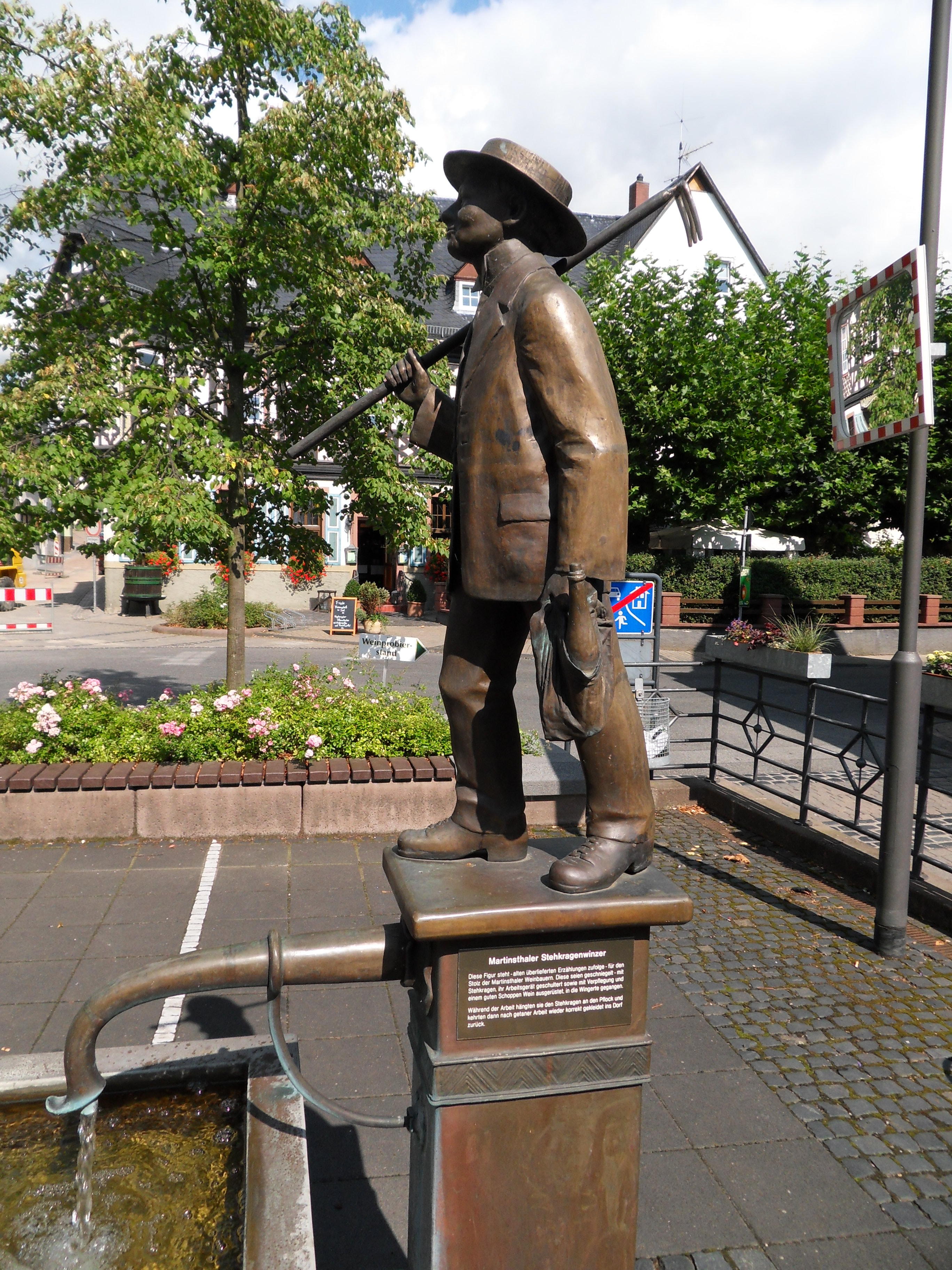
Fontaine du vigneron au col montant à Martinsthal

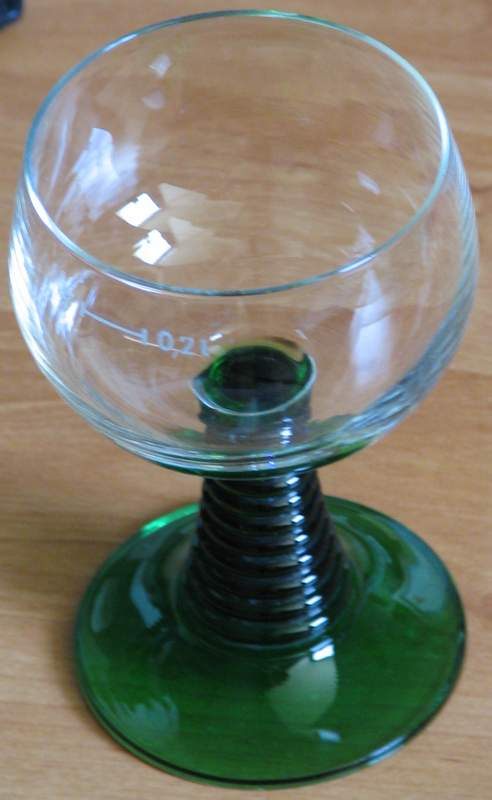
Forme classique du verre à vin de Rheingau, tel qu'il était utilisé pour servir le vin dans la région jusqu'aux années 1990.

673 des 927 exploitations viticoles de la région du Rheingau commercialisent elles-mêmes le moût, le vin en fût et le vin en bouteille. 344 de ces exploitations ont une superficie supérieure à un hectare. Parmi elles, 64 domaines viticoles disposent de plus de 10 hectares. Ensemble, ils représentent plus de la moitié de la superficie viticole de la région. Le plus grand domaine viticole du Rheingau est celui de l'État de Hesse. Les 254 exploitations qui ne vendent pas directement leurs produits représentent 172 hectares de vignes et sont organisées en 7 coopératives viticoles. En plus de la sous-région viticole Weinland Rheingau, on trouve les six autres coopératives de viticulteurs : d'ouest en est, Lorch, Hallgarten, Erbach, Kiedrich, Rauenthal und Frauenstein. Quarante-deux des vignobles les plus prestigieux de la région de Rheingau appartiennent à la Verband Deutscher Prädikats- und Qualitätsweingüter (la VDP, Association allemande des domaines viticole avec distinction et/ou appellation). Ainsi, la VDP de Rheingau est la branche de la VDP qui compte le plus de membres.
Nombre de ces domaines viticoles sont les héritiers d'une longue tradition. Ainsi, les domaines viticoles de l'État sont toujours exploités par les moines de l'abbaye d'Eberbach. L'origine du domaine Baron von Knyphausen remonte à l'abbaye de Draiser Hof, en 1141, lorsqu'il se trouvait encore sur les terres de l'abbaye d'Eberbach. Le château de Vollrads prétend même abriter le plus ancien domaine viticole d'Allemagne.
La forme singulière de la bouteille, appelée « flûte de Rheingau », permet à l'Association des vignerons de Rheingau de différencier clairement leurs produits de ceux des autres régions viticoles vendus sur le marché. Ils ont également donné une forme particulière au verre à vin, venu remplacer le traditionnel verre à vin de Rheingau. Le nouveau verre possède un long pied fin, de couleur sombre et de forme anguleuse, rappelant ainsi une bouteille de vin. La coupe à vin est également grande et fine. Malheureusement, ces verres ne sont plus fabriqués depuis 2009. Contrairement à ce qui se faisait, le bord de la coupe est bien plus haut que le trait repère, sans quoi il reviendrait trop cher de remplir le verre jusqu'à ce qu'il déborde, comme c'était la coutume à respecter dans les bars à vin de la région.

## Citations
- Le cépage sylvaner est aussi appelé « Johannisberger », principalement en Suisse, d'après le nom du vignoble du Rheingau.
- Dans les pays anglophones, le terme servant à désigner le vin allemand est Hock, et provient du nom de la ville de Hochheim am Main. Il est cité dans le proverbe : « A good Hock keeps away the doc! » (« Un verre de Hock éloigne le médecin »)
- Heinrich Heine a dit : « Mon Dieu, si je pouvais seulement avoir assez confiance en moi pour être capable de déplacer des montagnes, c'est la montagne Johannisberg que j'emporterais partout avec moi. »

## Reine des vins
Dans chaque village viticole, mais aussi dans chaque lieu-dit, on élit une Reine des vins locale. Seul Martinsthal a fait figure d'exception pendant quelques années : le vin local était représenté sous les traits de Bacchus. Parmi ces élus du vin, on trouve les candidates concourant au titre de Reine des vins de Rheingau et leurs princesses.
Les dernières Reines du vin étaient :
- Simone Wagner, Erbach (2001/2002), Princesse du vin allemande 2002/2003
- Elena Wagner, Eltville-Rauenthal (2002/2003)
- Nadine Jäger, Rüdesheim (2003/2004), Princesse du vin allemande 2004/2005
- Daniela Wendling, Oestrich-Winkel (2004/2005)
- Sabrina Klassen, Lorch (2005/2006)
- Maresa Breuer, Rüdesheim (2006/2007)
- Michaela Hans, Johannisberg (2007/2008)
- Anna-Maria Mucke, Eltville (2008/2009)
- Sarah Alt, Hallgarten (2009/2010)
- Madeleine Rossel, Eltville (2010/2011)
- Elena Benischke, Martinsthal (2011/2012)
- Sabine Wagner, Hochheim (2012/2013)

La Reine du vin de Rheingau la plus célèbre était Ulrike Neradt, originaire de Martinsthal, élue Reine du vin allemande en 1972 sous le nom de Ulrike Seyffardt.